# Sabena-vlucht OO-AUB
Op 16 november 1937 verongelukte Sabena-vlucht OO-AUB ter hoogte van Oostende.
Het betrof een vlucht met een Junkers Ju 52/3m van de Belgische luchtvaartmaatschappij Sabena, van Keulen naar Londen. Het vliegtuig zou een tussenlanding maken in Brussel, maar door slechte weersomstandigheden werd het toestel doorverwezen naar Oostende, waar de weersomstandigheden nauwelijks beter waren. Het toestel raakte de 50 meter hoge fabrieksschoorsteen van de steenbakkerij in de Steense Stationsstraat en stortte neer.
Aan boord waren groothertog George Donatus van Hessen-Darmstadt, zijn moeder de groothertogin-weduwe Eleonore, zijn echtgenote Cecilia (een zuster van prins Philip, de echtgenoot van de Britse koningin Elizabeth II) en hun twee zoons Lodewijk Ernst en Alexander George. Cecilia was tijdens de vlucht bevallen van haar derde zoon. Hun dochter was niet mee gereisd. Zij waren op weg naar Londen om daar het huwelijk bij te wonen van Lodewijk, de jongere broer van George Donatus. Zij kwamen, evenals de drie andere passagiers (de grootmaarschalk van het Hessische hof, Joachim Freiherr von Riedesel d'Eisenbach, de gouvernante van de beide prinsjes, Lina Hahn en Arthur Martens, recordhouder zweefvliegen en vriend van de familie) en de drie bemanningsleden (Antoine Lambotte, piloot, Philippe Courtois, radiotelegrafist, en Yvan Lansmans, monteur) om het leven.